# 몬테포르치오카토네
몬테포르치오카토네(이탈리아어: Monte Porzio Catone)는 이탈리아 라치오주 로마현에 위치한 코무네다. 로마로부터 남동쪽 20km 거리에 있다.